# Roda Viva (canção)
"Roda Viva" é uma canção do cantor e compositor brasileiro Chico Buarque de Holanda. Foi classificada em terceiro lugar no III Festival de Música Popular Brasileira, ocorrido entre setembro e outubro do ano de 1967, ano em que foi lançada em seu álbum Chico Buarque de Hollanda - Volume 3.
A revista Rolling Stone Brasil nomeou "Roda Viva" a vígesima sexta maior música brasileira de todos os tempos.

## História
A música Roda Viva foi escrita para a peça de teatro de mesmo nome, também de autoria de Chico Buarque. A peça não tinha a ver com política, mas com a trajetória de um cantor massificado pelo esquema da televisão. Em julho de 1968 a peça foi montada em São Paulo quando o Comando de Caça aos Comunistas invadiu o teatro, depredou o cenário e espancou os atores. Chico Buarque suspeitou, na ocasião, que o CCC pretendia invadir a apresentação do espetáculo dirigido por Augusto Boal, Feira Paulista de Opinião que acontecia em outra sala do mesmo teatro.
Comparando-a com A Banda, canção de sua autoria que venceu a edição anterior do festival (empatada com Disparada), Chico a definiu como um tipo diferente de samba como ele nunca havia feito antes. Disse também que não a considera especial para sua carreira, tampouco merecedora de vencer o festival.

## ProgramaRoda Viva
O programa de televisão Roda Viva a utilizou como inspiração para o tema de abertura. O acordo de cessão foi verbal com a produção do programa. Entretanto, em 14 de novembro de 2016, o cantor orientou seu advogado a acertar o rompimento do acordo. A TV Cultura divulgou que iria reformular o programa alterando também a abertura em comemoração aos trinta anos.

## Uso na mídia
- 1986–2016: Roda Viva (Tema de abertura)
- 2001: Roda da Vida (Tema de abertura, na versão de Anna Lu)
- 2011: Amor e Revolução (Tema de abertura, na versão de MPB4)